# Olsen-bandens flugt over plankeværket
Olsen-bandens flugt over plankeværket er en dansk kriminalkomediefilm fra år 1981. Det er den 12. film i Olsen-banden-serien. Sammen med den følgende film Olsen-banden over alle bjerge danner filmen én samlet historie med en længde på cirka tre timer.
Filmen solgte 810.956 billetter, og den er dermed blandt de bedst sælgende danske film nogensinde.

## Handling
Egons seneste ophold i Vridsløse statsfængsel har ikke været godt: En ny, ung fængselsinspektør med en doktorgrad i psykologi vil have Egon overført til forvaring på psykiatrisk afdeling. Egon planlægger derfor at trække sig tilbage. Men inden da vil han gennemføre et beskedent kup til nogle få millioner; et kup som ikke kan gå galt! 
Egon har nok engang delt celle med en velinformeret indsat: En tidligere underdirektør i forsikringsselskabet Høje Nord, Kastrup Carlsen, har betroet Egon at den nye underdirektør, Hallandsen, er ved at få stress over alle direktøren Bang-Johansens spekulationer og tvivlsomme forretningsmetoder, og har ved underslæb skaffet sig en sort formue på 5 millioner kroner i kontanter og planlægger at stikke af under en nært forestående forretningsrejse til Paris. Banden bryder med vanlig timing og tilrettelæggelse ind i Høje Nord og stjæler fra et Franz Jäger-pengeskab Hallandsens dokumentkuffert, hvor han har skjult pengene. Forvisset om at kufferten udover pengene, ikke indeholder andet end ubetydelige forretningspapirer og at Hallandsen ikke vil skabe stort postyr og risikere at penge og flugtplan bliver opdaget af Bang-Johansen, nyder banden en fejringspilsner.
Dog viser det sig at tabet af denne kuffert for begge direktører vejer meget tungere end forventet. Bang-Johansen regner hurtigt ud at hvem end der har taget kufferten, må have hørt om Paris-forretningen fra Kastrup Carlsen i fængslet og får snart oplyst navnet Egon Olsen. Høje Nords sikkerhedsvagt, Bøffen, kidnapper Egon og bringer kufferten tilbage til Hallandsen. Egon befries af Benny og Kjeld og banden stjæler nok engang kufferten fra Hallandsens taxa på vej til lufthavnen.
Bøffen er dog allerede på pletten igen og lægger sig i baghold ved Kjeld og Yvonne's hjem, denne gang med udtrykkelig instruks om at Egon ved for meget og skal forsvinde. Han slår Egon ud og kører den bevidstløse Egon til en grusgrav for at smide ham i en skærveknuser. Benny og Kjeld må nok engang i sidste øjeblik redde Egon. 
Bandens sidste chance for at få fat i kufferten er nu i sikkerhedskontrollen i Københavns Lufthavn, hvor Bøffen ikke kan beskytte Hallandsen. De planter metal på Hallandsen, ved at bytte hans trench coat ud med en magen til, der har lommerne fulde af søm. Dette udløser metaldetektoren, Hallandsen hives ind til undersøgelse og Kjeld snupper i forvirringen kufferten. Dette er for meget for Hallandsen, der bryder sammen. På vej hjem vil Kjeld gerne købe en pels til Yvonne, og Egon opdager nu til sin rædsel at der ingen penge er i kufferten! Banden gennemsøger kufferten og opdager en dobbeltbund, der skjuler en meget hemmelig kontrakt på ulovlige våben for 750 millioner kroner, som Bang-Johansen vil sælge med god fortjeneste til en sammenslutning af afrikanske stater der ikke kan købe våben på det legale marked. 

Egon forstår pludselig hvorfor Bang-Johansen er så opsat på at få kufferten tilbage, og planlægger at give ham kontrakten tilbage mod en beskeden betaling på 5 millioner kroner. For at være sikker på at Bang-Johansen ikke igen skal slå ham ihjel, tegner Egon en livsforsikring på det samme beløb i Høje Nord. Desværre har han ikke læst undtagelserne med småt og Bøffen får nok engang instruks om at Egon skal forsvinde og blive helt væk. Bøffen kører da Egon til Amager Syrefabrik og agter at smide ham i den store syre-tank. I sidste øjeblik befries han af Kjeld og Benny. Dermed slutter filmen.

## Om filmen
Erik Balling og Henning Bahs planlagde oprindeligt at afslutte Olsen-banden-serien med den 12. film. Produktionsselskabet Nordisk Film A/S valgte dog at producere en 13. film, Olsen-banden over alle bjerge, i anledning af deres 75 års-fødselsdag i efteråret 1981. Filmen slutter med en teaser til Olsen-banden over alle bjerge, men denne del klippes dog fra i de fleste udsendelser på tv.
En central lokalitet i filmen er det fiktive forsikringsselskab Høje Nord. Bygningen der blev benyttet til det ligger i Vognmagergade 11 i København og var på daværende tidspunkt ejet af Nordisk Film. Høje Nords logo med en isbjørn på en globus er da også netop Nordisk Films logo. Bygningen tilhører i dag Egmont, der har købt Nordisk Film.
Som i de fleste andre film i serien benytter banden Bennys Chevrolet, når de skal rundt. Bøffen bruger en Toyota, når han kidnapper Egon Olsen og kører ham til de steder, hvor han vil slå ham ihjel, f.eks. grusgraven eller syrefabrikken. Da Hallandsen skal ud i lufthavnen den første gang tager han en taxa, som er en Mercedes 300 D (W123).

## Medvirkende
- Ove Sprogøe – Egon
- Morten Grunwald – Benny
- Poul Bundgaard – Kjeld
- Kirsten Walther – Yvonne
- Axel Strøbye – Kriminalassistent Jensen
- Ole Ernst – Politiassistent Holm
- Bjørn Watt Boolsen – Bang Johansen
- Holger Juul Hansen – Hallandsen
- Jess Ingerslev – Rørpostmedarbejder
- Ove Verner Hansen – Bøffen
- Hanne Løye – Fru Hansen
- Christiane Rohde – Kantinedame med bakke
- Tom McEwan – Tyrkisk taxichauffør
- Tommy Kenter – Mand i grusgrav
- Jørgen Weel − Bartender
- Ib Hansen − Direktør og bargæst
- Kirsten Norholt − Dame ved barbord
- Holger Vistisen − Indehaver af pelsbutik
- Jesper Klein − Livsforsikringsekspedient K.Lüde[3] på Høje Nord
- Kurt Ravn − Lastbilchauffør
- Sverre Wilberg - Fuld nordmand i lufthavnen
- Bjarne Adrian - Lufthavnsbetjent
- Ole Tage Hartmann - Lufthavnsbetjent
- Henry Büchmann - Lufthavnsbetjent
- Bjørn Ploug - Paspolitibetjent

## Bemærkninger
- Ligesom alle øvrige film i serien er filmen blevet synkroniseret i DDR af DEFA. Besætningen var i 12. og 13. film identisk: Karl Heinz Oppel som Egon, Peter Dommisch som Benny, Erhard Köster som Kjeld og Helga Sasse som Yvonne. Jensen og Holm speakes igen af Dietmar Richter-Reinick og Gert Kießling.
- På de tyske dvd-covers bærer filmen titlen Die Olsenbande fliegt über die Planken (2002) hhv. Die Olsenbande fliegt über alle Planken (2006).
- I denne film spiller såvel Tommy Kenter (som mand i grusgrav) samt Kurt Ravn (som lastbilchauffør) med i biroller. I 1998 valgtes Tommy Kenter efter Poul Bundgaards død under indspilningsarbejderne til Olsen-bandens sidste stik til at spille Kjeld, og eftersynkroniseres af Kurt Ravn.
- For at kunne stjæle pengekufferten fra vicedirektør Hallandsen i Københavns Lufthavn, røber Egon sin plan: Vi skal bruge en nordmand. Den norske flypassager, der ikke vil hjem til Grimsta' og som Benny stjæler flybilletten fra, spilles af den norske skuespiller Sverre Wilberg, som i den norske Olsenbande spiller kriminalkommisær Hermansen.
- I Norge genindspilledes filmen i år 1982 sammen med efterfølgeren Olsen-banden over alle bjerge, til én samlet film Olsenbandens aller siste kupp.
- Trioen Klein, Ingerslev og McEwan, der medvirkede i DR Ungdomsredaktionens Kaptajn Klydes Flimmercirkus var året før bandens flugt over plankeværket aktuelle med sketchfilmen Kaptajn Klyde og hans venner vender tilbage

## Eksterne Henvisninger
- Olsen-bandens flugt over plankeværket på Internet Movie Database (engelsk)
- Olsen-bandens flugt over plankeværket på Filmdatabasen
- Olsen-bandens flugt over plankeværket på danskefilm.dk
- Olsen-bandens flugt over plankeværket på danskfilmogtv.dk
- Olsen-bandens flugt over plankeværket på Scope
- Olsen-bandens flugt over plankeværket på MovieMeter (nederlandsk)
- Olsen-bandens flugt over plankeværket på AllMovie (engelsk)
- Olsen-bandens flugt over plankeværket på The Movie Database (engelsk)